# شتودنیتس-شونرمارک
شتودنیتس-شونرمارک (به آلمانی: Stüdenitz-Schönermark) یک شهر در آلمان است که در اوست‌پریگنیتس-روپین واقع شده‌است. شتودنیتس-شونرمارک ۶۸۰ نفر جمعیت دارد.